# 쿠바의 국기

쿠바의 국기 비율 1:2

쿠바의 국기는 1902년 5월 20일에 제정되었으며, 1959년에 일어난 쿠바 혁명으로 인해 사회주의 체제가 수립된 이후에도 이 국기를 계속 사용하고 있다. 푸에르토리코의 기의 빨간색과 파란색이 바뀐 형태이다.
다섯 개의 줄은 쿠바를 둘러싸고 있는 바다를, 파란색 세 줄은 쿠바 독립 운동 당시에 쿠바에 세워져 있던 세 곳의 군관구를, 하얀색 두 줄은 순결과 애국심을 상징하며, 삼각형은 자유와 평등, 박애, 빨간색은 독립을 위해 흘린 피를, 하얀색 별은 독립을 의미한다.

## 규격과 색상

쿠바의 국기 규격

쿠바의 국기 규격과 색상은 다음과 같다.
| 색상 | 빨강                | 하양                  | 파랑               |
| ---- | ------------------- | --------------------- | ------------------ |
| RGB  | 207–20–43 (#CF142B) | 255–255–255 (#FFFFFF) | 0–42–143 (#002A8F) |

## 그 외의 기

쿠바의 해군기
쿠바의 대통령기

## 역대 쿠바의 국기

스페인령 서인도 제도의 기 (1521년-1785년)
스페인령 서인도 제도의 기 (1785년-1898년)
쿠바의 독립 운동 시기에 사용된 기 (1869년-1898년)
쿠바 독립 전쟁에서 사용된 기 (1895년-1898년)
미국의 쿠바 간섭기에 사용된 기 (1898년-1902년)
쿠바 공화국의 국기 (1902년-1906년, 1909년-1959년)
7·26 운동의 기

## 같이 보기
- 쿠바의 국장